# Jean-François Maistre
Pour les articles homonymes, voir Maistre et Familles de Maistre.
Jean-François Maistre, né le 3 mars 1698 à Nice (alors comté de Nice des États de Savoie) et mort le 9 décembre 1760 à Turin, alias Giovanni Francesco Maistre, comte de Castelgrana (Casale Monferrato) 1745 et Carraz (Nice) 1758, est piémontais issu d'une famille niçoise. Il est juriste et économiste, haut fonctionnaire sous le ministère de Giovanni Battista Lorenzo Bogino (1701-1784) à Turin du royaume Piémont Sardaigne.

## Biographie
Né à Nice, le 3 mars 1698, mort le 9 décembre 1760 à Turin, Jean-François Maistre est le cousin germain du comte François-Xavier Maistre (1705-1789), président du Sénat de Savoie.
Jean-François Maistre est le fils de Jean Maistre (Giovanni Maistre), second consul de la ville de Nice et de Marie Catherine Pellegrina Bianchi, sœur de l'avocat Niçois Jean-François Bianchi de L'Escarène. 
Il est représentatif de ces familles de magistrats appartenant à cette classe très fermée de fonctionnaires d’état fidèles au souverain. Suivant les traces de son oncle maternel et parrain, Giovanni Francesco (Jean-François) Bianchi, avocat, dont il porte le prénom, Maistre fait des études juridiques à Turin et obtient le droit d'exercer la fonction d'avocat dans le comté de Nice en 1721. Mais il doit subir à son détriment un bref temps de détention dans la forteresse de Villefranche-sur-Mer pour avoir défendu avec trop de verve un feudataire victime d'une expropriation au profit de l'État. Cet incident de parcours va totalement modifier sa carrière. Il décide d'abandonner la fonction d'avocat et se rend à Turin pour rentrer dans la magistrature. De 1724 à 1730, il remplit des missions secrètes, en particulier à Rome et à Venise, pour le compte du duc Victor-Amédée II de Savoie, roi de Sardaigne. Grâce à son influence, son cousin François-Xavier Maistre est nommé avocat-substitut des pauvres au Sénat de Nice, avant d'entamer une carrière de magistrat au Sénat de Chambéry, pour aboutir à la présidence du Souverain Sénat de Savoie. 
De 1730 à 1760, sous le règne du roi Charles-Emmanuel III de Sardaigne, Jean-François Maistre exerce les fonctions de procureur général, puis de second président de la Chambre royale des comptes de Turin. Ses études portent d'abord sur son pays d'origine : elles concernent les droits et franchises de Villefranche-sur-Mer et la réorganisation du consulat de commerce de Nice. Puis ses œuvres intéressent l'ensemble du royaume de Piémont-Sardaigne.
Jean-François Maistre est mort en fonction à Turin le 9 décembre 1760. Il venait juste de terminer le projet de réforme des pouvoirs du consulat de Nice. Après avoir contribué à légiférer sur le droit, il avait fait éditer en 1757 un important traité économique et financier dédié à son souverain. En éliminant ce qui restait de vieilles normes pour faire place aux nouvelles, il a pris toute sa part dans la mise en ordre, la rationalisation et la réorganisation de l'Administration du royaume de Piémont-Sardaigne.

## Union et postérité
Jean-François Maistre épouse :
- en premières noces, en 1742 : Teresa Caterina Peyron (+ avant 1748) ;
- en secondes noces, en 1748 : Anna Francesca Maria di Giovanni (héritière des comtes de Castelgrana), veuve du comte Bazani, (originaire de Casale Monferrato).

Sont issus :
- du premier mariage :
  - Pélégrine Maistre  (1742-1817). Religieuse ;
  - Barnabé Maistre (1744-1822), comte de Carras (Nice) (érigé par acte de 1758). Sans alliance ;
  - Pétronille Maistre (1745-1815). Elle épouse Paul Pierre Pulciano (1743-1816), commandeur de l'Ordre des Saints-Maurice-et-Lazare, dont elle a 2 fils et 2 filles.
- du deuxième mariage :
  - Placide  Maistre (1751-1814), comte de Castelgrana (Casale Monferrato) (érigé par acte de 1745), officier du Génie. Il épouse Maria Amélia Rovereto di Rivanazzano, dont il a un fils et 3 filles ;
  - Gabrielle Maistre (1752-1800). Elle épouse le chevalier Pinchia.Sans postérité ;
  - Charles Maistre (1760-1835), capitaine au Régiment de la Reine. Il épouse Agnès di Marocco di Giubiasco dont il a deux filles.

La branche des Maistre, comtes de Carras et de Castelgrana, s’est éteinte en la personne  de Julie Maistre née en 1837, descendante de Placide Maistre, héritière des titres de Carras et Castelgrana, qui épouse en 1862 le comte Joseph Lovera di Maria,amiral de la Flotte Italienne, dont elle a un fils et trois filles. Le fief de la famille Lovera di Maria, situé à Marie (Alpes-Maritimes), dans le comté de Nice, est érigé en marquisat.

## Citations
« Dans la vie de Giovanni Francesco Maistre, la période 1730-1760 a été caractérisée par un intense travail à la Chambre des Comptes. Rien de plus juste que la nomination de Maistre à la haute charge qui avait été celle de Caissotti et qu'il occupa pendant plus de vingt-cinq ans...
C'est néanmoins le traité politique et économique Delle Finanze, achevé en 1757  qui contient les pensées les plus significatives et originales de Maistre, à mi-chemin entre l'analyse attentive des ressources du pays et le projet utopique de les accroître, pour donner au royaume stabilité et richesse. »

Giampiero Casagrande. Pour un développement plus complet du traité Delle Finanze de Giovanni Maistre, funzionnario ed economista al tempo del Bogino. Thèse de diplôme d'étude supérieure en Histoire moderne (Département d'Histoire moderne de l'Université de Turin). Années académiques 1994-1995.

## Œuvres
- Du droit de Villefranche appartenant à S.M. le Roi de Sardaigne. 1724.
- La Dizertazione Istorico-Legale Sopra i giusti diritti che Spettano alla Real Casa di Savoia sul ponte di Pontebelvicino sovra il fiume Guiers e sulle terre esistenti tra li ave Guiers. 1737.
- Les Regolamenti di S.M.per la politica e pulizia di tutto lo Stato. 1746;
- Progetto di regolamento per il governo del Marchesato di Finale. 1748.
- Leggi e costituzioni militari di S.M.. 1750.
- Progetto di regolamento per la gabella del sale nel piemonte e nelle valli adiacenti per gli uffizi di Conservatori delle gabelle.1755-1756.
- Delle Finanze.1757.
- Del consolato de Nizza. 1760.
- Ébauche de la Cronologia della Real Casa di Savoia e de' rami collaterali della medesima.1760. (Cette œuvre est interrompue par la mort subite de son auteur).